# Hyptidendron rhabdocalyx
Hyptidendron rhabdocalyx là một loài thực vật có hoa trong họ Hoa môi. Loài này được (Mart. ex Benth.) Harley mô tả khoa học đầu tiên năm 1988.